# Литванија на Европском првенству у атлетици на отвореном 1934.
Литванија је учествовала на 1. Европском првенству у атлетици на отвореном 1934. одржаном у Торинуу од 7. до 9. септембра. Репрезентацију Литваније представљала су три атлетичара који су се такмичили у 4 дисциплине.
На овом првенству представници Литваније освојили ниједну медаљу нити су оборили неки рекорд.

## Учесници
Мушкарци:
- Vladas Bakunas — 400 м
- Vladas Komaras — Скок увис, 110 м препоне
- Stasis Sackus — десетобој

## Резултати

### Мушкарци
| Атлетичар      | Дисциплина    | Лични рекорд | Квалификације              | Квалификације              | Полуфинале                 | Полуфинале                 | Финале                     | Финале                     | Детаљи  |
| Атлетичар      | Дисциплина    | Лични рекорд | Резултат                   | Место                      | Резултат                   | Место                      | Резултат                   | Место                      | Детаљи  |
| -------------- | ------------- | ------------ | -------------------------- | -------------------------- | -------------------------- | -------------------------- | -------------------------- | -------------------------- | ------- |
| Владас Бакунас | 400 м         |              | НВ                         | 5. у гр 2                  |                            |                            | Није се квалификовао       | 12 / 12 (13)               | pp. 360 |
| Владас Комарас | 110 м препоне |              | 16,6                       | 2. у гр. 4 КВ              | НВ                         | 5. у пф. 1                 | Није се квалификовао       | 11 / 17                    | pp. 360 |
| Владас Комарас | скок увис     |              |                            |                            |                            |                            | 1,60                       | 9                          | pp. 361 |
| Stasis Sackus  | десетобој     |              | Није завршио такмичење {*} | Није завршио такмичење {*} | Није завршио такмичење {*} | Није завршио такмичење {*} | Није завршио такмичење {*} | Није завршио такмичење {*} | pp. 362 |

{*} Одустао после две дисциплине